# Allegoria coniugale
L'Allegoria coniugale è un dipinto a olio su tela (102x107 cm) di Tiziano, databile al 1528 circa e conservato nel Louvre a Parigi.

## Storia e descrizione
L'opera si trovava nelle collezioni di Carlo I d'Inghilterra prima di passare a quelle di Luigi XIV. Una vecchia interpretazione, oggi superata, vedeva nell'armato Alfonso d'Avalos, marchese di Vasto, che si accomiatava dalla moglie prima di andare a combattere i Turchi. Un'altra ipotesi, altrettanto poco probabile, riferiva l'opera a una rappresentazione del commiato dell'artista dopo la morte della moglie, nel 1530.
Si tratta più probabilmente di un prototipo di allegoria matrimoniale, che godette di ampio successo a Venezia. Gli sposi, nelle vesti di Marte e Venere, sono accompagnati da Cupido con le frecce, divinità protettrice dell'amore, da Vesta coronata di mirto, simbolo di fedeltà coniugale, e da Imeneo che porge un cesto di frutta e fiori. La donna tiene una sfera di cristallo, come se volesse scrutare il futuro. Le espressioni malinconiche dei protagonisti sono state lette come un riferimento alla possibile morte o partenza di uno dei due coniugi.
Vari virtuosismi tecnici ne fanno un'opera dalla sicura autografia, come la superficie specchiante dell'armatura, in cui si vede il volto di Vesta riflesso, deformato dalla superficie convessa.
Ne esistono varie copie di bottega, tra cui le migliori a Vienna e Monaco.